# حكم الفترة الأقصر
يدعى حكم الفترة الأقصر أيضًا بمقارنة الفترات، وهو أحد بنود المعاهدات الدولية لحقوق التأليف والنشر. يتيح هذا البند للدول الموقعة الحد من فترة حماية حقوق النشر والتأليف التي تمنحها للأعمال الأجنبية في ظل مبدأ المعاملة الوطنية بألا تزيد عن فترة حماية حقوق النشر والتأليف الممنوحة للعمل في بلده الأصلي.

## الأساسيات
تعمل المعاهدات الدولية لحقوق النشر والتأليف مثل اتفاقية برن (بي سي) أو الاتفاقية العالمية لحقوق النشر والتأليف (يو سي سي) من خلال مبدأ المعاملة الوطنية: إذ توافق البلدان الموقعة على منح حقوق النشر والتأليف للأعمال الأجنبية بموجب قوانينها المحلية وبناءً على ذات المعايير المانحة لحقوق المؤلف للأعمال المحلية. تحدد قوانين البلد الذي يطلب فيه الحصول على حقوق النشر والتأليف ما إذا كان العمل جديرًا بالحصول على حقوق المؤلف، وإذا كان الأمر كذلك فما هو طول فترة حماية حقوق النشر.
تحدد اتفاقية برن وكذلك اليو سي سي فقط الحد الأدنى من متطلبات حيازة حقوق النشر والتأليف التي يتعين الإيفاء بها من قبل جميع الدول الموقعة، لكن أي دولة تعد حرة في تجاوز هذا القاسم المشترك الأدنى ضمن تشريعاتها. أكثر ما يلاحظ هذا فيما يخص فترة دعم حقوق النشر والتأليف. تحدد اتفاقية برن الحد الأدنى لمدة حيازة حقوق النشر والتأليف العامة بخمسين سنة بعد وفاة المؤلف. لكن يوجد العديد من الدول التي تعطي مدة أطول تصل إلى 70 سنة بعد وفاة المؤلف، أو حتى 100 سنة بعد وفاة المؤلف.
في بعض الأحيان قد يكون العمل نفسه حاز على حقوق النشر والتأليف في أوقات مختلفة في بلدان مختلفة (استنادًا إلى قانون الحماية المحلية، فإنّ كل دولة تطبق قوانين حقوق النشر والتأليف ضمن نطاق سلطتها القضائية، بغض النظر عن البلد الأصلي للعمل). ربما تكون صلاحية حقوق النشر والتأليف قد انتهت بالفعل في البلدان التي تدعم حقوق النشر لفترات أقصر، لكن وبذات الوقت قد تكون فترة حماية حقوق المؤلف ما زلت سارية في البلدان الأخرى الداعمة لحقوق النشر والتأليف لفترات أطول. لذلك من الممكن أن تقود المعاملة الوطنية إلى حصول خلل في التوازن: الأعمال الصادرة عن البلدان الداعمة لحقوق النشر والتأليف لفترات أقصر تملك فترة حماية أطول في البلدان الداعمة لحقوق التأليف لفترات أطول. في هذه الحالة، ربما تكون الأعمال القادمة من بلدان تتجاوز الحد الأدنى لمتطلبات معاهدة ما قد اندرجت بالفعل ضمن إطار الملكية العامة في البلدان الأجنبية التي تدعم حقوق المؤلف لفترة قصيرة نسبيًا، في الحين الذي لا تزال فيه هذه الأعمال محمية بحقوق النشر والتأليف في البلد الأصلي لها.
في مثل هذه الحالات، يتيح حكم الفترة الأقصر المجال أمام مبدأ المعاملة بالمثل في استثناء لمبدأ المعاملة الوطنية الاعتيادي. إذ يتوجب على البلدان التي تكفل فترة حماية أطول أن تطبق فقط فترة الحماية الأقصر ذاتها التي تمنحها دولة العمل الأصلي.

## الاتفاقية العالمية لحقوق النشر والتأليف
وردت فقرة مقارنة الفترات في الاتفاقية العالمية لحقوق النشر والتأليف ضمن المادة الرابعة (4) (أ)، والتي تنص على:
لا يتوجب إلزام أي دولة من الدول المتعاقدة على منح الحماية لعمل ما لفترة أطول من الفترة المحددة لفئة الأعمال التي ينتمي إليها العمل المعني، ذلك في حالة الأعمال غير المنشورة بموجب قانون الدولة المتعاقدة التي يكون المؤلف مواطنًا فيها، وفي حالة الأعمال المنشورة بموجب قانون الدولة المتعاقدة التي نُشر فيها العمل لأول مرة. — يو سي سي، المادة الرابعة (4) (أ).
أوضح رئيس المؤتمر في معرض تناوله لتساؤلات الوفد الياباني أن هذا يندرج تحت حالة فئات الأعمال التي لم تحز على حقوق النشر والتأليف إطلاقًا في بلدها الأصلي (كما هو محدد)، إذ تكون فترة حماية حقوق النشر والتأليف لهذه الأعمال معادلة للصفر. وبالتالي لن تكون الدول الأخرى ملزمة بمنح المؤلف لمثل هذه الأعمال الأجنبية، حتى مع وجود أعمال محلية مشابهة قد منحت حقوق النشر والتأليف.
تطبيق المادة الرابعة (4) (أ) ليس إلزاميًا: «عدم كونها ملزمة بـ» لا يكافئ «كونها ملزمة بعدم».

## اتفاقية برن
يوجد قانون مشابه في اتفاقية برن لحماية المصنفات الأدبية والفنية، لكن ليس «لفئات الأعمال» بل تنظر الاتفاقية إلى الأعمال الفردية. تتضمن المادة 7(8) التالي:
مهما كانت الحالة، يتوجب تحديد فترة الحماية بناءً على القوانين التشريعية للدولة التي طُلبت فيها، لكن هذا فقط في حال لم تنص قوانين تلك الدولة على ما يخالف ذلك، لا يجب أن تتجاوز فترة الحماية الفترة المحدّدة في البلد الأصلي للعمل. —اتفاقية برن، المادة 7(8).
أيضًا فإن تطبيق هذا القانون ليس إلزاميًا. في حال لم «تنص قوانين» تلك الدولة على «ما يخالف ذلك». لفعل هذا، ليس من الضروري تضمين استثناء صريح في قانون حقوق النشر والتأليف، كما يظهر في مثال الولايات المتحدة.
تنص اتفاقية برن أيضًا في المادة 5(2) على أن التمتع بحقوق النشر وممارستها
.. يجب أن يكون مستقلًا عن الحماية التي يملكها العمل في الدولة الأصل للعمل. بناءً على ذلك، وبصرف النظر عن أحكام هذه الاتفاقية، فإن نطاق الحماية، وكذلك وسائل الانتصاف المتاحة للمؤلف لحماية حقوقه، يجب أن تخضع حصرًا لقوانين البلد الذي يطالب فيه بالحصول على الحماية. — اتفاقية برن، المادة 5(2).
يحدد هذا مبدأ المعاملة الوطنية، كما يجعل وجود حقوق نشر لعمل ما في إحدى الدول مستقلًا عن وجود حقوق نشر لهذا العمل في دول أخرى (قانون الحماية المحلية).
أوصت دراسة للمنظمة العالمية للملكية الفكرية (ويبو) أجريت عام 2011 بأنه «يجب على الأقل تقييم صعوبة قانون مقارنة الفترات المطبق على فترة الحماية، والمنصوص عليه في المادة 7(8) من اتفاقية برن«.